# Большое Островито
Большо́е Острови́то (Великое Островито; бел. Вялі́кае Астраві́та) — озеро в Полоцком районе Витебской области Белоруссии. Относится к бассейну реки Со́сница.
Входит в состав гидрологического заказника республиканского значения «Глубокое — Большое Островито».

## Физико-географическая характеристика
Озеро Большое Островито расположено в 50 км к северо-востоку от города Полоцк, на территории гидрологического заказника «Глубокое — Большое Островито». Рядом с водоёмом проходит участок российско-белорусской границы. Высота над уровнем моря составляет 157,2 м.
Площадь поверхности озера составляет 0,48 км², длина — 1,22 км, наибольшая ширина — 0,57 км. Длина береговой линии — 3,3 км. Наибольшая глубина — 6 м, средняя — 3,1 м. Объём воды в озере — 1,5 млн м³. Площадь водосбора — 1,1 км².
Котловина лощинного типа, овальной формы, вытянутая с северо-запада на юго-восток. Склоны котловины обрывистые, поросшие лесом, на западе 4—5 м высотой, на севере и востоке — до 10—11 м; на юге склоны пологие и низкие (до 3 м высотой). Береговая линия слабоизвилистая. Берега сливающиеся со склонами, песчаные, на юге торфянистые. Мелководье до глубины 2 м песчаное. На глубине дно покрыто слоем тонкодетритового сапропеля мощностью до 5 м.
Хотя озеро не имеет поверхностного стока и располагается по соседству с озёрами Гвоздок, Большое Белое и Малое Белое, входящими в бассейн Свины́ (притока Оболи), его относят к бассейну Сосницы, притока непосредственно Западной Двины.
Водоём обладает признаками олиготрофии. Минерализация воды — около 17 мг/л, прозрачность — до 5,3 м. Вода отличается низким содержанием органических веществ и биогенных элементов, а также кислой активной реакцией.

## Флора и фауна
Надводная растительность образует вдоль берега полосу шириной до 10 м. В подводном ярусе преобладают мхи, опускающиеся на глубину до 5,5 м. До глубины 2,5 м встречается полушник озёрный, занесённый в Красную книгу Белоруссии.
Видовой состав озёрного планктона и бентоса беден, а величина его биомассы незначительна. Фитопланктон представлен 31 видом низших водорослей, создающих биомассу в 0,91 г/м³. Зоопланктон составляют 17 видов, биомасса которых — 0,83 г/м³. Биомасса зообентоса — 2—3 г/м².
Ихтиофауна бедная и представлена главным образом щукой и окунем. Также встречаются лещ и плотва.